# Ніколаос Делігіанніс (ватерполіст)
Ніколаос Делігіанніс (3 вересня 1976) — грецький ватерполіст.
Учасник Олімпійських Ігор 2000, 2004, 2008, 2012 років.
Призер Чемпіонату світу з водних видів спорту 2005 року.